# Antemnae
Antemnae (dal latino ante amnes, "davanti ai fiumi") fu un oppidum (villaggio fortificato) del Latium vetus, i cui resti sono stati identificati sulla collina di Monte Antenne, che dall'antico abitato trae il nome, oggi sita all'interno del parco di Villa Ada, nel comune di Roma. 
Il sito domina la via Salaria, nei pressi di Ponte Salario, e la confluenza tra i fiumi Tevere ed Aniene, in posizione di rilevanza strategica  da cui è derivata la sua denominazione. I suoi abitanti erano detti Antemnati.

## Storia

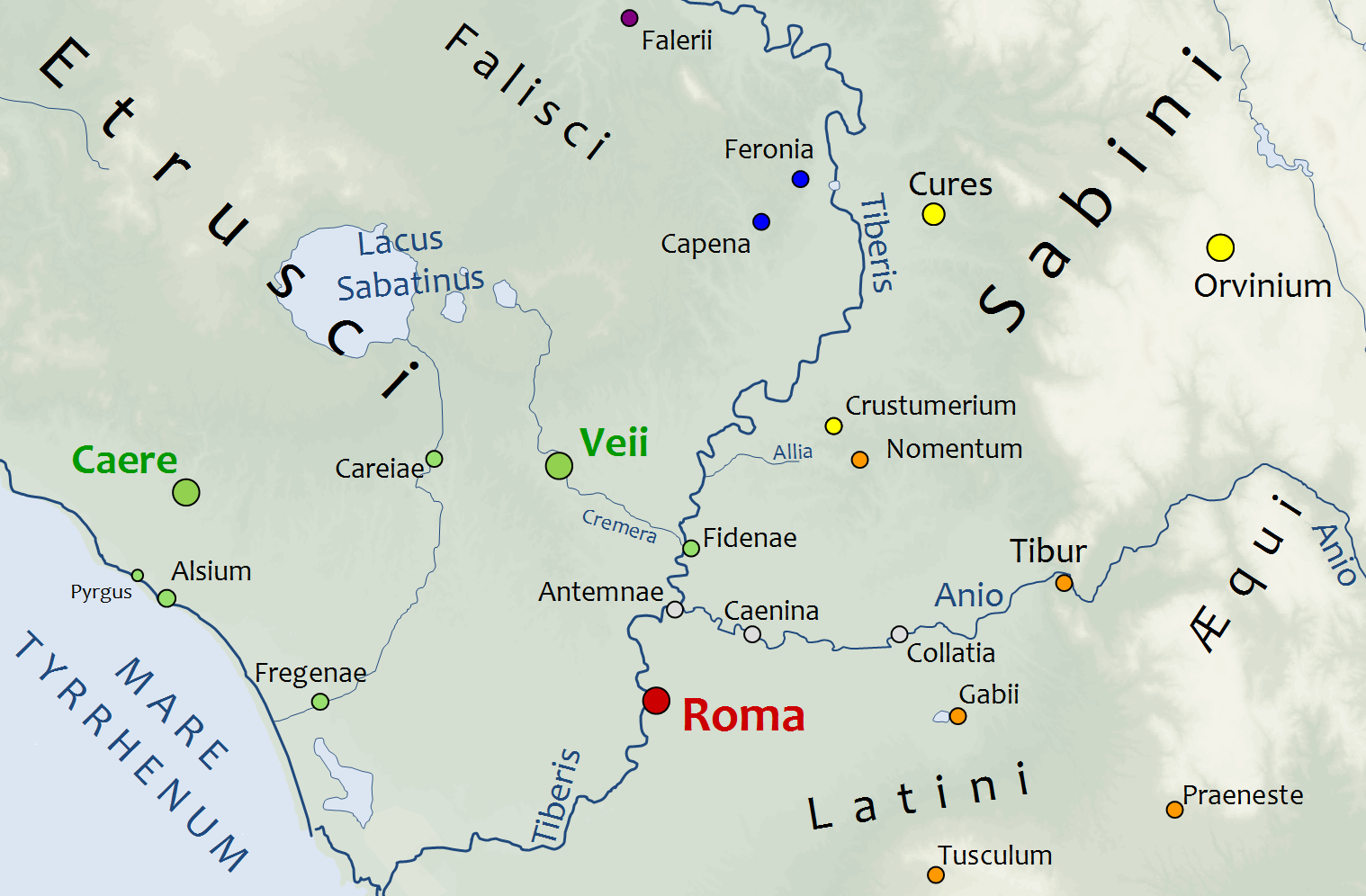
Posizione di Antemnae nel Latium vetus.

Diverse le citazioni degli antichi scrittori riguardano l'origine della città: sabina del Latium vetus, fondata dai Siculi e conquista poi dagli Aborigeni, una delle cinque città che presero le armi contro i Troiani, più antica di Crustumini.
I Romani, guidati da Romolo assaltarono ed occuparono la città, dopo che gli Antemnati, a seguito dell'episodio del ratto delle Sabine, stavano razziando il territorio di Roma, approfittando dell'assenza dei Romani, impegnati nello scontro con i Ceninensi. Dopo il vittorioso scontro Romolo, celebrato il suo secondo trionfo, vi inviò dei coloni romani.
Secondo il racconto di Plinio il Vecchio la città fu sottomessa da Romolo dopo la sconfitta del suo re Tito Tazio, che venne associato al regno romano.
Antemnae sostenne il tentativo di Tarquinio il Superbo, alleatosi per l'occasione con Porsenna, di riprendere il controllo di Roma.
La città divenuta avamposto romano fu fortificata. In età tardo-arcaica e repubblicana vi fu un tempio dedicato a Giunone. Tuttavia a partire dal III secolo a.C. la città conobbe la sua decadenza.
Nell'82 a.C. la località vide l'episodio conclusivo della battaglia di Porta Collina, combattuta tra le legioni della fazione aristocratica guidata da Lucio Cornelio Silla e un esercito formato dalle legioni della fazione dei populares e dalle milizie italiche guidate dal condottiero sannita Ponzio Telesino che marciavano su Roma. La battaglia conclusiva, combattuta davanti ad Antemnae, vide la vittoria delle truppe condotte da Silla e la sconfitta dei "mariani". In seguito, verso il I secolo a.C., la città fu sostituita da una villa romana.
Fu quindi inclusa da Plinio il Vecchio nella sua lista di città scomparse.

## Sito archeologico

Mappa di Antemnae.

La sua prima identificazione si deve ad Antonio Nibby nel 1834, anche grazie alle citazioni letterarie di Strabone e Plutarco, che la ponevano poco fuori Porta Collina. La localizzazione del sito del Nibby ottenne però un generale consenso solo con gli scavi del 1878 per la costruzione del Forte Antenne. Successive indagini archeologiche si sono svolte nel 1978 e nel 1986.
Il sito della città è stato identificato con l'altura situata in corrispondenza della confluenza del fiume Aniene nel Tevere, oggi all'interno di Villa Ada ai Parioli a Roma, a conferma dall'emitologia del nome che deriverebbe dalla locuzione ante amnes ("davanti ai fiumi").
Il sito archeologico, che si trova all'interno di Villa Ada, nel punto in cui l'Aniene confluisce nel Tevere, è stato in gran parte distrutto a seguito della costruzione del forte Antenne, tra il 1877 e il 1891. Le mura della città, realizzate in cappellaccio tramite opus quadratum, alte anche 7 metri (secondo le misurazioni effettuate prima della costruzione del forte) sono state datate fra la fine del VI e gli inizi del V secolo a.C..
Dell'abitato si conoscono diverse fondazioni in tufo e delle coperture in tegola. Sarebbero noti anche degli impianti idraulici, anche se una cisterna è stata distrutta durante i lavori ottocenteschi. Un edificio cultuale del VII secolo ha evidenziato alcuni reperti votivi, che farebbero pensare a una venerazione di Giunone Sospita: qui è stata rinvenuta un'antefissa con la riproduzione di Giunone con un elmo realizzato con elementi bovini, ed oggi esposto al Museo nazionale romano, datata all'inizio del quinto secolo.